# Josef Augusta (politik)
Josef Augusta (6. března 1852, Jemnice – 28. března 1933, Jemnice) byl český politik a řezník. Byl prvním českým starostou Jemnice.

## Biografie
Josef Augusta se narodil v roce 1852 v Jemnici, vyučil se řezníkem a následně odešel na vojenskou službu a působil pak jako rakouský četník. Po návratu do Jemnice se stal řezníkem. Po volbách v roce 1890 byl zvolen starostou, byť se jím chtěl stát bratr dosavadního německého starosty Karel Eisner, krátce po zvolení jako první český starosta Jemnice nařídil rozsáhlou revizi a zjistil, že tajemník města se dopustil rozsáhlé zpronevěry a toho donutil skončit. Nechal v roce 1898 postavit novou měšťanskou školu, roku 1906 byla postavena lesnická škola a zřízena Živnostensko-rolnická záložna, působil také v Sokolu nebo okrašlovacím spolku. Také se staral o výsadbu okrasných stromů ve městě a také nechal v dražbě koupit lípu u kostel svatého Víta, která tak byla ochráněna před vandaly a později se stala památnou. Během jeho vedení byla také postavena železniční trať Moravské Budějovice – Jemnice a postavena silnice do Jemnice.
Jako starosta působil do roku 1919, kdy byl zvolen starostou Václav Konstantský. Josef Augusta se stal následně obecním hospodářem.
V roce 2009 mu byla v Jemnici na náměstí Svobody odhalena pamětní deska.